# Patrick Blanc (ski-alpinisme)
Pour les articles homonymes, voir Patrick Blanc (homonymie) et Blanc (homonymie).
Patrick Blanc, né le 28 avril 1972 à Évian-les-Bains, est un skieur français.

## Biographie
Patrick Blanc est membre de l'équipe nationale depuis 2002. En 2008, il est suspendu de compétitions pour deux ans en raison d'un test positif lors d'un contrôle antidopage à la course Patrouille des Glaciers.

## Palmarès

### Championnats du monde
- 2006
  -  Médaille d'or en Vertical Race
  -  Médaille d'or par équipes
  -  Médaille d'argent en relais
- 2004
  -  Médaille d'or en Vertical Race
  -  Médaille d'or en relais
  -  Médaille d'or par équipes
- 2002
  -  Médaille d'argent en individuel
  -  Médaille d'argent par équipes
  -  Médaille d'argent au combiné

### Championnats d'Europe
- 2007
  - 9e avec Tony Sbalbi

### Championnats de France
- 2002
  -  Médaille d'argent en individuel[2]

### Autres compétitions
- Pierra Menta
  - 2002 : 6e, avec Tony Sbalbi
  - 2003 : 1er, avec Tony Sbalbi
  - 2004 : 6e, avec Tony Sbalbi
  - 2005 : 1er, avec Stéphane Brosse
  - 2006 : 1er, avec Stéphane Brosse
  - 2008 : 3e, avec Peter Svätojánsky

- Trophée Mezzalama
  - 2003 : 9e, avec Cédric Tomio et Tony Sbalbi
  - 2005 : 1er, avec Stéphane Brosse et Guido Giacomelli
  - 2007 : 2e, avec Florent Perrier et Grégory Gachet

- Patrouille des Glaciers
  - 1998 : 7e, (et 2e au classement "seniors I"), avec Stéphane Millius et Alberto Colajanni
  - 2004 : 1er et record de la course, avec Jean Pellissier et Stéphane Brosse
  - 2006 : 1er et record de la course, avec Stéphane Brosse et Guido Giacomelli